# Aubert Lemeland
Aubert Lemeland (La Haye-du-Puits, 19 december 1932 – Parijs, 15 november 2010) was een Frans componist, pianist en cellist.

## Levensloop
Lemelands jeugd was tot aan de Tweede Wereldoorlog gelukkig. Wat hij leerde in de bossen en weiden moet diepere sporen hebben nagelaten dan de lessen op de plaatselijke school. De indrukken uit zijn kindertijd van de schoonheid en mysteries van het landschap van zijn geboorteland bracht hij later tot uitdrukking in zijn composities. De oorlogservaringen en de bevrijding van Frankrijk uitte hij in werken als Omaha, Songs for the dead soldiers en Airmen.
Hij studeerde aan het Conservatoire de musique de Cherbourg-Octeville cello en piano. Na de oorlog studeerde hij verder in Parijs aan het Lycée Claude Bernard. Aldaar raakte hij bevriend met Gilbert Amy. Hij kwam in contact met vooral Russische literatuur en muziek van Sergej Prokofjev, Dmitri Sjostakovitsj. Van 1952 tot 1952 studeerde hij in Londen waar hij de werken van Frederick Delius, Ralph Vaughan Williams, William Walton, Jean Sibelius en Benjamin Britten bestudeerde.
Hij richtte het L'ensemble de chambre Français op.
Na zijn terugkomst in Frankrijk en een langdurige ziekte onderging hij invloed van de Californische jazz van de jaren 1950, die doorklinkt in zijn Koraalvariaties voor piano uit 1954, die een keerpunt betekenden in zijn werk. Zeer belangrijk voor zijn verdere compositorische ontwikkeling was de ontmoeting met de dirigent Michel Plasson in 1969, die het begin van een lange en productieve samenwerking markeerde. Plasson verzorgde met diverse orkesten de premières van Lemelands werken. Ook Marc Tardue met zijn instrumentaal ensemble van Grenoble was voor hem een belangrijke steun.
Als componist stoorde hij zich niet aan de heersende modes, maar concentreerde hij zich op zijn vakbekwaamheid. Hij bemoeide zich niet met het serialisme. Lemeland had een typisch Franse en herkenbare eigen harmonische taal en klankkleur. Hoewel zijn werk in Frankrijk weinig aandacht trok, had hij succes met de op cd opgenomen werken in Duitsland, Zwitserland en Nederland. Hij ontving de Grand Prix du disque de l’Académie Charles-Cros in 1995 en Diapason d’Or in 1998. Sinds 1987 was hij lid van de Société des Auteurs, Compositeurs et Éditeurs de Musique (SACEM), de Franse Auteursrechtsmaatschappij.

## Composities

### Werken voor orkest

#### Symfonieën
- 1973 Symfonie nr. 1, op. 32 – opgedragen aan Michel Plasson
- Symfonie nr. 2
- 1980 Symfonie nr. 3 "Concertante", voor orkest, op. 97
- Symfonie nr. 4
- 1986 Symfonie nr. 5, voor strijkorkest, op. 124
- 1987 Symfonie nr. 6 "Les éléments", voor groot orkest, op. 130
  1. Allegro leggiero
  2. Lento con molto espressione
  3. Allegro energico
- Symfonie nr. 7
- 1996 Symfonie nr. 8 "In Memoriam", voor groot orkest, op. 166
- 1996 Symfonie nr. 9, voor groot orkest, op. 168
  1. Piaccevole
  2. Largo con espressione
  3. Vivace, spirituoso con forza
- 1998 Symfonie nr. 10 "Letze Briefe aus Stalingrad", voor spreker, sopraan en orkest, op. 172
- 2009 Symfonie nr. 11 «entre chaconne et passacaille», voor orkest[1]
- 2009 Symfonie nr. 12 "La vallée heureuse" (à la mémoire de Jules Roy), voor sopraan en orkest, op. 243
- Symphonie nr. 14 «L’Âme russe», voor strijkorkest[1][2]

#### Concerten voor instrumenten en orkest
- 1981 Double concerto, voor dwarsfluit, hobo en strijkorkest, op. 110
- 1986 Concertino grosso, voor dwarsfluit en strijkorkest, op. 127
  1. Andante espressivo
  2. Scherzo
  3. Andantino
- 1986 Concert nr. 1, voor viool en strijkorkest, op. 128
- 1988 Concert, voor altviool en strijkorkest, op. 139
- 1988-1989 Concerto grosso, voor blaaskwintet (dwarsfluit, hobo, klarinet, fagot, hoorn), slagwerk en strijkorkest, op. 140
- 1991 To Aaron Copland’s memory «American epitaph», voor viool, altviool, cello en strijkorkest, op. 147
- 1991 Concert «en deux mouvements» nr. 2, voor viool en strijkorkest, op. 148
- 1991 Concert, voor harp en strijkorkest op. 150
- 1992 Concert funèbre nr. 3 – «à la mémoire de William Schuman», voor viool en strijkorkest, op. 151
- 2003 Concert, voor piano, vrouwenkoor en orkest, op. 175
- Concert nocturne – à la memoire de Martine Géliot, voor harp en strijkorkest, op. 137
- Battle Pieces, voor piano en strijkorkest, op. 174[1]
- Epitaphe française, concert voor orgel, trompet en strijkorkest[1]

#### Andere werken voor orkest
- 1967 Double concerto, voor 2 strijkorkesten, op. 8
- 1969 État d’horizon 3 «L’automne», voor 2 dwarsfluiten, hobo, althobo, klarinet in A, hoorn, fagot en strijkorkest, op. 14
- 1969 Improvisations concertantes, voor klarinet en strijkorkest, op. 17
- 1971 Impromptus symphoniques, voor orkest, op. 21
- 1974 Partita, voor strijkorkest, op. 27
- 1980 Sinfonietta breve, voor strijkorkest, op. 99
- 1981 Ultramarine Nocturne, symfonisch gedicht, op. 102 – opgedragen aan: Adélaïde Lemeland
- 1983 Rhapsodie, voor viool en orkest, op. 131
- 1986 Élégie à la Mémoire de Samuel Barber, voor strijkorkest, op. 125
- 1988 Hommage à Jean Rivier, voor strijkorkest, op. 134
- 1990 L’automne et ses envols d’étourneaux, voor althobo, harp en strijkorkest, op. 144
- 1990 Mémorial – "Dieppe, 19-08-1942", voor groot orkest, op. 158
- 2003 ... in memoriam Arturo Toscanini ..., voor strijkorkest, op. 183a
- 2004 ... Outre-mer ..., twee delen voor 11 solisten en kamerorkest, op. 187
- 2005 Sinfonietta per archi, voor strijkorkest, op. 189
- 2005 Toccata concertante, voor orkest, op. 195
- Messe breve, voor strijkorkest[1]

### Werken voor harmonieorkest
- 1998/2002 Symfonie nr. 10 "Letzte Briefe aus Stalingrad", voor spreker, sopraan en harmonieorkest, op. 172 – bewerkt door Walter Ratzek
  1. Lento assai: sostenuto, molto calmo
  2. Intermezzo: Scherzo, vivo e sostenuto
  3. Andante espressivo: molto calmo
  4. Allegro ma non troppo, molto maestoso, lontano
  5. Allegro ma non troppo, calmo in tempo, intenso
  6. Épilogue: largo con espressione, lontano, lento assai
- Poliushko, variations sur «Paline, ma plaine», voor harmonieorkest[1]

### Muziektheater

#### Opera
| Voltooid in | titel                                         | aktes       | première                                | libretto                                                                                               |
| ----------- | --------------------------------------------- | ----------- | --------------------------------------- | --- |
| 1993-1994   | Laure, ou, La lettre au cachet rouge, op. 155 | 3 bedrijven | 1 maart 1995, Biel/Bienne (Zwitserland) | Jean de Beer en de componist naar Alfred de Vigny ("Laurette" uit «Servitude et grandeurs militaires») |
| 2007        | Lieutenant Karl, op. 212                      | 3 bedrijven | 25 oktober 2007, Parijs                 | Jules Roy en de componist                                                                              |

### Vocale muziek

#### Werken voor koor
- 1989 L’hiver qui vient ..., voor vrouwenkoor, 2 hobo's, harp en strijkorkest, op. 140 – tekst: Jules Laforgue
- 1993 Omaha – dormeurs bercés, voor vrouwenkoor a capella, op. 157
- 2006 Le tombeau de Benjamin Britten, voor vrouwenkoor, hobo en harp, op. 212
- Adieu aux oies sauvage (l')s, voor gemengd koor en orgel[1] – tekst: Selma Lagerlöf

#### Liederen
- 1973 Time landscapes, liederencyclus voor sopraan en groot orkest, op. 153 – tekst: Chinese gedichten
- 1993-1994 Songs for the dead soldiers, voor sopraan, harp, 2 hoorns en strijkorkest, op. 156
- 1993-1995 An American war requiem «Normandy 1944», voor sopraan, spreker en instrumentaal ensemble, op. 172(?)
- 1994 Airmen, liederencyclus voor spreker, sopraan, harp en strijkers, op. 159
- 1995 Epilogue "A l'etale de basse-mer", voor sopraan, vrouwenstemmen en instrumentaal ensemble, op. 164
- 2004 In memoriam Gilles Gramaize, voor sopraan, dwarsfluit, harp en strijkkwartet, op. 185 – tekst: Emily Dickinson
- Paysages du temps no 2, voor sopraan, dwarsfluit en harp, op. 178

### Kamermuziek
- 1959 Trio, voor strijktrio, op. 1
- 1964 Trois mouvements "L'arche", voor strijkkwartet (of strijkorkest)
- 1968 Mouvement concertant, voor dwarsfluit, hobo en strijktrio, op. 15
- 1969 Lento sostenuto, voor dwarsfluit en harp, op. 12
- 1969 Mouvement concertant no 2, voor dwarsfluit, altviool en harp, op. 13
- 1970 Nocturne, voor houtblaaskwartet, op. 10
- 1971 Musique nocturne, voor blaaskwintet, op. 18
- 1971 Épilogue nocturne, voor saxofoonkwartet, op. 22
- 1972 Dialogue concertant, voor 2 dwarsfluiten, op. 26
- 1972 Strijkkwartet nr. 2, op. 28
- 1972 État d’horizon 4 «L’hiver», voor dwarsfluit, klarinet en harp, op. 29
- 1972 Quatre dialogues pourla fête de Noël, voor 2 dwarsfluiten, op. 33
- 1973 Trio no 3, voor viool, altviool en cello, op. 35
- 1974 État d’horizon 2 «L’été», voor fluitkwartet, op. 31
- 1975 Symphonies pour cuivres, voor 2 trompetten, 2 trombones en tuba, op. 36
- 1975-1976 Quintette, voor klarinet en strijkkwartet, op. 37
- 1975 Octuor à vent, voor dwarsfluit, hobo, klarinet, trompet, fagot, hoorn, cello en contrabas, op. 38
- 1975 5 portraits, voor klarinet en altsaxofoon, op. 49
- 1975 Light sonata, voor klarinet en piano, op. 51
- 1975 Fantasia, voor klarinet en gitaar, op. 60
- 1976 Le tombeau de Paul Hindemith, voor hoorn, 2 trompetten, 2 trombones en tuba, op. 40
- 1976 Pastorale, voor hobo, klarinet en fagot, op. 42
- 1976 Capriccio, voor klarinet en harp, op. 43
- 1976 Divertissement, voor dwarsfluit, klarinet en altsaxofoon, op. 45
- 1976 Three score set, voor klarinet en piano, op. 46
- 1976 Trio, voor viool, cello en piano, op. 50
- 1976 September woods, voor gitaar en vibrafoon, op. 52
- 1976 Sonatine, voor 2 violen, op. 54
- 1976 To Holst’s memory, voor dwarsfluit, altviool en harp, op. 56
- 1976 Élégie, voor viool en cello, op. 66
- 1977 rev.1985 Sonatine, voor dwarsfluit en piano, op. 44
- 1977 Ultramarine, voor hobo en harp, op. 55
- 1977 Thème et variations, voor klarinetkwartet of saxofoonkwartet, op. 57 en op. 57 bis
- 1977 Et le lointain ..., voor sopraan (vocalise), cello, vibrafoon en tamtam, op. 59
- 1977 Cantabile, voor viool en orgel, op. 64
- 1977 Suite dialoguée, voor hobo en klarinet, op. 65
- 1977 Terzetto, voor hobo, klarinet en altsaxofoon, op. 69
- 1977 4e Trio à cordes, voor viool, altviool en cello, op. 75
- 1978 Mouvement en septuor (pastorale), voor 2 dwarsfluiten, 2 hobo's, 2 violen en piano, op. 73
- 1978 Duo variations, voor gitaar en altviool, op. 77
- 1978 Mouvement concertant no 3, voor altsaxofoon, altviool en cello, op. 78
- 1978 Duo, voor altviool en cello, op. 79
- 1979 Trois pièces brèves, voor klarinet en vibrafoon, op. 74
- 1979 Trio no 5, voor viool, altviool en cello, op. 81
- 1979 Trio «Tone paintings», voor dwarsfluit, piano en slagwerk, op. 85
- 1979 Epitaph to John Coltrane, voor sopraansaxofoon en piano, op. 86
- 1979 Cor lointain, voor hoorn en piano, op. 90
- 1979 Trio, voor dwarsfluit, hobo en cello, op. 91
- 1979 Noctuor, voor saxofoonkwartet, op. 93
- 1979 Canzoni di Asolo, voor hobo, klarinet en fagot, op. 100
- 1980 Til’s eyes, voor gitaar en vibrafoon, op. 82
- 1980 Le Havre de Saint-Germain, voor dwarsfluit en harp, op. 84
- 1980 Concertino, voor saxofoonkwartet, op. 103
- 1980 De longs nuages au loin, voor hoorn en piano, op. 104
- 1980 Walkings, voor sopraansaxofoon en vibrafoon, op. 105
- 1981 Concertino notturno, voor dwarsfluit, althobo en basklarinet, op. 108
- 1981 Partita, voor tubakwartet, op. 109
- 1981 Idéalide, voor houtblaaskwartet, op. 111
- 1982 Blaaskwintet nr. 3, op. 101
- 1985 Strijkkwartet nr. 4, op. 119
- 1987 Strijkkwartet nr. 5, op. 135
- 1988 Pour violon et guitare, op. 136
- 1990 Sérénade, voor viool, altviool en gitaar, op. 138
- 2003 L'heure ne sonne pas dans la forêt, voor dwarsfluit en strijktrio, op. 176
- 2003 ... in ricordo Arturo Toscanini ..., voor strijkkwartet, op. 183b
- 2006 À la mémoire de Dimitri Chostakovitch – pour le centième anniversaire de sa naissance (1906-1975), voor strijksextet, op. 197
- Strijkkwartet nr. 6, op. 179
- 24 duos, voor 2 altsaxofoons (of sopraan- of tenorsaxofoons), op. 186
- Élégie – in memoriam Dmitri Sjostakovitsj, voor viool en cello
- Strijkkwartet nr. 7[1]

### Werken voor piano
- 1957 rev.1982 Choral variations no 1, op. 4
- 1961 Variations brèves, op. 4(?)
- 1965 Cinq épisodes, op. 6
- 1985 Six marines d'été, op. 121
- 1986 Sonatine, op. 129
- Ballades du soldat, op. 171[1]
- Marines d'été, 6 stukken, op. 121

### Werken voor harp
- 1973 Élégie, voor Keltische harp
- 1979 Variations sur «Holst’s memory», voor 2 harpen, op. 83

### Werken voor gitaar
- 1969 Hommage à Albert Roussel, voor gitaar, op. 16
- 1973 Ys, voor gitaar, op. 47
- 1976 Trois pièces, op. 72
- 1977 Variations, voor gitaar, op. 53
- 1979 Sonatine, op. 95

### Werken voor slagwerk
- 1977 Night vibes, voor vibrafoon, op. 70
- 1978 7 préludes, voor vibrafoon, op. 96
- 1979 Winter’s notes, voor vibrafoon, op. 88
- 1980 Ballade, voor vibrafoon, op. 94

## Publicaties
- La dernière lettre de Stalingrad: Roman, Editions L'Harmattan, 2009. 86 p., ISBN 978-2-296-23567-0